# Barrage de Laxiwa
Le barrage de Laxiwa (en chinois : 拉西瓦大坝) est un barrage situé dans le comté de Guide dans la Préfecture autonome tibétaine de Hainan en Chine. Il est associé à une centrale hydroélectrique de 4 200 MW alimentée par le fleuve Jaune.